# قو بينغ
قو بينغ (بالصينية: 郭鹏) (من مواليد 1 يوليو 1982) هو لاعب كرة الطائرة من الصين.
شارك في دورة الألعاب الآسيوية 2006 في الدوحة بقطر.

## روابط خارجية
- قو بينغ على موقع أوليمبيديا (الإنجليزية)
- قو بينغ على موقع اللجنة الأولمبية الصينية (الإنجليزية)